# Screen Actors Guild Award de la meilleure actrice dans une mini-série ou un téléfilm
Le Screen Actors Guild Award du meilleur acteur dans une mini-série ou un téléfilm (Screen Actors Guild Award for Outstanding Performance by a Female Actor in a Miniseries or Television Movie) est le prix remis chaque année depuis 1995 par la Screen Actors Guild. 

## Palmarès
Le lauréat est indiqué en gras.

Le symbole « ♙ » indique une nomination et « ♕ » le gagnant au Primetime Emmy Award de la meilleure actrice dans une mini-série ou un téléfilm la même année.

### Années 1990
- 1995 : Joanne Woodward pour le rôle de Maggie Moran dans Breathing Lessons ♙
  - Diane Keaton pour le rôle de Amelia Earhart dans Amelia Earhart, le dernier vol (Amelia Earhart: The Final Flight) ♙
  - Cicely Tyson pour le rôle de Castralia dans Oldest Living Confederate Widow Tells All ♕
  - Katharine Hepburn pour le rôle de Cornelia Beaumont dans One Christmas
  - Sissy Spacek pour le rôle de Susan Lansing dans A Place for Annie

- 1996 : Alfre Woodard pour le rôle de Berniece Charles dans The Piano Lesson ♙
  - Glenn Close pour le rôle de Margarethe Cammermeyer dans Serving in Silence: The Margarethe Cammermeyer Story ♕
  - Sally Field pour le rôle de Bess Alcott Steed Garner dans A Woman of Independent Means ♙
  - Anjelica Huston pour le rôle de Calamity Jane dans Buffalo Girls ♙
  - Sela Ward pour le rôle de Jessica Savitch dans Almost Golden ♙

- 1997 : Kathy Bates pour le rôle de Helen Kushnick dans The Late Shift ♙
  - Anne Bancroft pour le rôle d'Abigail Tillerman dans Les Enfants perdus
  - Stockard Channing pour le rôle de Barbara Whitney dans Drôle de maman (An Unexpected Family) ♙
  - Jena Malone pour le rôle de Ruth Anne "Bone" Boatwright dans Bastard Out of Carolina
  - Cicely Tyson pour le rôle de Jordan Roosevelt dans The Road to Galveston

- 1998 : Alfre Woodard pour le rôle d'Eunice Evers dans Miss Evers' Boys ♕
  - Glenn Close pour le rôle de Janet dans In the Gloaming ♙
  - Faye Dunaway pour le rôle de Phyllis Gold dans The Twilight of the Golds
  - Sigourney Weaver pour le rôle de Lady Claudia Hoffman dans Blanche-Neige : Le Plus Horrible des contes (Snow White: A Tale of Terror) ♙
  - Mare Winningham pour le rôle de Lurleen Wallace dans George Wallace ♕

- 1999 : Angelina Jolie pour le rôle de Gia Carangi dans Femme de rêve (Gia) ♙
  - Ann-Margret pour le rôle de Pamela Harriman dans Life of the Party ♙
  - Stockard Channing pour le rôle de Rachel Luckman dans The Baby Dance ♙
  - Olympia Dukakis pour le rôle d'Anna Madrigal dans Les Chroniques de San Francisco (More Tales of the City) ♙
  - Mary Steenburgen pour le rôle de Sarah Elizabeth McCaffrey dans About Sarah

### Années 2000
- 2000 : Halle Berry pour le rôle de Dorothy Dandridge dans Introducing Dorothy Dandridge ♕
  - Kathy Bates pour le rôle d'Agatha Hannigan dans Annie ♙
  - Judy Davis pour le rôle de Paula dans Destins de femmes (A Cooler Climate) ♙
  - Sally Field pour le rôle d'Iris dans Destins de femmes (A Cooler Climate) ♙
  - Helen Mirren pour le rôle de Ayn Rand dans The Passion of Ayn Rand ♕

- 2001 : Vanessa Redgrave pour le rôle d'Edith Tree dans Sex Revelations (If These Walls Could Talk 2) ♕
  - Stockard Channing pour le rôle de Janice dans Le Secret de Jane (The Truth about Jane)
  - Judi Dench pour le rôle d'Elizabeth dans The Last of the Blonde Bombshells ♙
  - Sally Field pour le rôle de la Tante Betsey Trotwood dans David Copperfield
  - Elizabeth Franz pour le rôle de Linda Loman dans Mort d'un commis voyageur (Death of a Salesman) ♙

- 2002 : Judy Davis pour le rôle de Judy Garland dans Life with Judy Garland: Me and My Shadows ♕
  - Angela Bassett pour le rôle de Ruby Delacroix dans Ruby's Bucket of Blood
  - Anjelica Huston pour le rôle de Vivianne dans Les Brumes d'Avalon (The Mists of Avalon) ♙
  - Sissy Spacek pour le rôle de Sibyl Danforth dans Midwifery
  - Emma Thompson pour le rôle de Vivian Bearing dans Wit ♙

- 2003 : Stockard Channing pour le rôle de Judy Shephard dans The Matthew Shepard Story ♕
  - Kathy Bates pour le rôle de Christine Chapman dans Désordre affectif (My Sister's Keeper)
  - Helen Mirren pour le rôle de Mrs Porter dans Une question de courage (Door to Door) ♙
  - Vanessa Redgrave pour le rôle de Clementine Churchill dans The Gathering Storm ♙
  - Uma Thurman pour le rôle de Debbie Miller dans Debby Miller, une fille du New Jersey (Hysterical Blindness)

- 2004 : Meryl Streep pour le rôle de Hannah Pitt / Ethel Rosenberg / Rabbi / l'Ange Australie dans Angels in America ♕
  - Anne Bancroft pour le rôle de Contessa dans Le Visage du plaisir (The Roman Spring of Mrs. Stone) ♙
  - Helen Mirren pour le rôle de Karen Stone dans Le Visage du plaisir (The Roman Spring of Mrs. Stone) ♙
  - Mary-Louise Parker pour le rôle de Harper Pitt dans Angels in America ♕
  - Emma Thompson pour le rôle de l'infimière Emily / la femme SDF / l'Ange Amérique dans Angels in America ♙

- 2005 : Glenn Close pour le rôle d'Aliénor d’Aquitaine dans Le Lion en hiver (The Lion in Winter) ♙
  - Patricia Heaton pour le rôle de Paula McFadden dans L'Amour en vedette (The Goodbye Girl)
  - Keke Palmer pour le rôle de Lou dans Le Bonnet de laine (The Wool Cap)
  - Hilary Swank pour le rôle d'Alice Paul dans Iron Jawed Angels
  - Charlize Theron pour le rôle de Britt Ekland dans Moi, Peter Sellers (The Life and Death of Peter Sellers) ♙

- 2006 : S. Epatha Merkerson pour le rôle de Rachel "Nanny" Crosby dans Lackawanna Blues ♕
  - Tonantzin Carmelo pour le rôle de « Femme au cœur de tonnerre » dans Into the West
  - Cynthia Nixon pour le rôle de Eleanor Roosevelt dans Warm Springs ♙
  - Robin Wright Penn pour le rôle de Grace Roby dans Empire Falls
  - Joanne Woodward pour le rôle de Francine Whiting dans Empire Falls ♙

- 2007 : Helen Mirren pour le rôle de la reine Élisabeth Ire dans Elizabeth I ♕
  - Annette Bening pour le rôle de Jean Harris dans Mrs. Harris ♙
  - Shirley Jones pour le rôle de la Tante Batty dans Oranges amères (Hidden Places) ♙
  - Cloris Leachman pour le rôle de Pearl "Billie" Schwartz dans Mrs. Harris ♙
  - Greta Scacchi pour le rôle de Nola Johns dans Broken Trail ♙

- 2008 : Queen Latifah pour le rôle d'Ana Walace dans Life Support ♙
  - Ellen Burstyn pour le rôle de Posey dans For One More Day
  - Debra Messing pour le rôle de Molly Kagan dans Starter Wife (The Starter Wife) ♙
  - Anna Paquin pour le rôle d'Elaine Goodale dans Bury My Heart at Wounded Knee ♙
  - Vanessa Redgrave pour le rôle de la femme dans The Fever
  - Gena Rowlands pour le rôle de Melissa Eisenbloom dans Des fleurs en hiver (What If God Were the Sun?) ♙

- 2009 : Laura Linney pour le rôle d'Abigail Adams dans John Adams ♕
  - Laura Dern pour le rôle de Katherine Harris dans Recount ♙
  - Shirley Maclaine pour le rôle de Coco Chanel dans Coco Chanel ♙
  - Phylicia Rashād pour le rôle de Lena Younger dans A Raisin in the Sun ♙
  - Susan Sarandon pour le rôle de Doris Duke dans Bernard et Doris (Bernard and Doris) ♙

### Années 2010
- 2010 : Drew Barrymore pour le rôle d'Edith Bouvier Beale dans Grey Gardens ♙
  - Joan Allen pour le rôle de Georgia O'Keeffe dans Georgia O'Keeffe ♙
  - Ruby Dee pour le rôle de Mrs. Harper dans America
  - Jessica Lange pour le rôle d'Edith Ewing Bouvier Beale dans Grey Gardens ♕
  - Sigourney Weaver pour le rôle de Mary Griffith dans Bobby, seul contre tous (Prayers for Bobby) ♙

- 2011 : Claire Danes pour le rôle de Temple Grandin dans Temple Grandin ♕
  - Catherine O'Hara pour le rôle de la Tante Anne dans Temple Grandin
  - Julia Ormond pour le rôle de Eustacia Grandin dans Temple Grandin
  - Winona Ryder pour le rôle de Lois Wilson dans Quand l'amour ne suffit plus : L'Histoire de Lois Wilson (When Love Is Not Enough: The Lois Wilson Story)
  - Susan Sarandon pour le rôle de Janet Good dans La Vérité sur Jack (You Don't Know Jack)

- 2012 : Kate Winslet pour le rôle de Mildred Pierce dans Mildred Pierce ♕
  - Diane Lane pour le rôle de Pat Loud dans Cinema Verite ♙
  - Maggie Smith pour le rôle de Violet, Comtesse douairière de Grantham dans Downton Abbey ♙
  - Emily Watson pour le rôle de Janet Leach dans Une femme de confiance
  - Betty White pour le rôle de Caroline Thomas dans L'Amour à la une (The Lost Valentine)

- 2013 : Julianne Moore pour le rôle de Sarah Palin dans Game Change ♕
  - Nicole Kidman pour le rôle de Martha Gellhorn dans Hemingway & Gellhorn ♙
  - Charlotte Rampling pour le rôle d'Eva Delectorskaya dans Restless
  - Sigourney Weaver pour le rôle d'Elaine Barrish dans Political Animals
  - Alfre Woodard pour le rôle d'Ouiser dans Steel Magnolias

- 2014 : Helen Mirren pour le rôle de Linda Kenney Baden dans Phil Spector
  - Angela Bassett pour le rôle de Coretta Scott King dans Betty and Coretta
  - Helena Bonham Carter pour le rôle de Elizabeth Taylor dans Burton and Taylor
  - Holly Hunter pour le rôle de GJ dans Top of the Lake
  - Elisabeth Moss pour le rôle de Robin Griffin dans Top of the Lake

- 2015 : Frances McDormand pour le rôle d'Olive Kitteridge dans Olive Kitteridge
  - Ellen Burstyn pour le rôle d'Olivia Foxworth Baden dans Flowers in the Attic
  - Maggie Gyllenhaal pour le rôle de Nessa Stein dans The Honourable Woman
  - Julia Roberts pour le rôle du Dr Emma Brookner dans The Normal Heart
  - Cicely Tyson pour le rôle de Carrie Watts dans The Trip to Bountiful
- 2016 : Queen Latifah pour le rôle de Bessie Smith dans Bessie
  - Nicole Kidman pour le rôle de Grace Kelly dans Grace de Monaco (Grace of Monaco)
  - Christina Ricci pour le rôle de Lizzie Borden dans The Lizzie Borden Chronicles
  - Susan Sarandon pour le rôle de Gladys Monroe Mortenson dans The Secret Life of Marilyn Monroe
  - Kristen Wiig pour le rôle de Dolores O'Dell dans The Spoils Before Dying
- 2017 : Sarah Paulson pour le rôle de Marcia Clark dans American Crime Story: The People v. O. J. Simpson (The People v. O. J. Simpson: American Crime Story)
  - Bryce Dallas Howard pour le rôle de Lacie Pound dans Black Mirror
  - Felicity Huffman pour le rôle de Leslie Graham dans American Crime
  - Audra McDonald pour le rôle de Billie Holiday dans Lady Day at Emerson's Bar and Grill
  - Kerry Washington pour le rôle d'Anita Hill dans Confirmation
- 2018 : Nicole Kidman pour le rôle de Celeste Wright dans Big Little Lies
  - Laura Dern pour le rôle de Renata Klein dans Big Little Lies
  - Jessica Lange pour le rôle de Joan Crawford dans Feud (Feud: Bette and Joan)
  - Susan Sarandon pour le rôle de Bette Davis dans Feud (Feud: Bette and Joan)
  - Reese Witherspoon pour le rôle de Madeline Martha Mackenzie dans Big Little Lies
- 2019 : Patricia Arquette pour le rôle de Tilly Mitchell dans Escape at Dannemora
  - Amy Adams pour le rôle de Camille Preaker dans Sharp Objects
  - Patricia Clarkson pour le rôle d'Adora Crellin dans Sharp Objects
  - Penélope Cruz pour le rôle de Donatella Versace dans American Crime Story: The Assassination of Gianni Versace (The Assassination of Gianni Versace: American Crime Story)
  - Emma Stone pour le rôle d'Annie Landsberg dans Maniac

### Années 2020
- 2020 : Michelle Williams pour le rôle de Gwen Verdon dans Fosse/Verdon
  - Patricia Arquette pour le rôle de Dee Dee Blanchard dans The Act
  - Toni Collette pour le rôle de Grace Rasmussen dans Unbelievable
  - Joey King pour le rôle de Gypsy Blanchard dans The Act
  - Emily Watson pour le rôle d'Ulana Khomyuk dans Chernobyl

- 2021 : Anya Taylor-Joy pour le rôle de Beth Harmon pour Le Jeu de la dame (The Queen's Gambit)
  - Cate Blanchett pour le rôle de Phyllis Schlafly dans Mrs. America
  - Nicole Kidman pour le rôle de Grace Fraser dans The Undoing
  - Michaela Coel pour le rôle de Arabella Essiedu dans I May Destroy You
  - Kerry Washington pour le rôle de Mia Warren dans Little Fires Everywhere

- 2022 : Kate Winslet pour le rôle de Marianne "Mare" Sheehan dans Mare of Easttown ♕
  - Jennifer Coolidge pour le rôle de Tanya McQuoid dans The White Lotus
  - Cynthia Erivo pour le rôle d'Aretha Franklin dans Genius : Aretha
  - Margaret Qualley pour le rôle d'Alex dans Maid
  - Jean Smart pour le rôle de Helen Fahey dans Mare of Easttown

- 2023 : Jessica Chastain pour le rôle de Tammy Wynette dans George & Tammy
  - Emily Blunt pour le rôle de Cornelia Locke dans The English
  - Julia Garner pour le rôle d'Anna Delvey dans Inventing Anna
  - Niecy Nash pour le rôle de Glenda Cleveland dans Monstre
  - Amanda Seyfried pour le rôle de Elizabeth Holmes dans The Dropout

- 2024 : Ali Wong pour le rôle de Amy Lau dans Acharnés (Beef)
  - Uzo Aduba pour le rôle de Edie Flowers dans Painkiller
  - Kathryn Hahn pour le rôle de Clare Pierce dans Tiny Beautiful Things
  - Brie Larson pour le rôle de Elizabeth Zott dans Lessons in Chemistry
  - Bel Powley pour le rôle de Miep Gies dans A Small Light

- 2025 : Jessica Gunning pour le rôle de Martha Scott dans Mon petit renne (Baby Reindeer)
  - Kathy Bates pour le rôle d'Edith Wilson dans The Great Lillian Hall
  - Cate Blanchett pour le rôle de Catherine Ravenscroft dans Disclaimer
  - Jodie Foster pour le rôle de Liz Danvers dans True Detective: Night Country
  - Lily Gladstone pour le rôle de Cam Bentland dans Under the Bridge
  - Cristin Milioti pour le rôle de Sofia Gigante dans The Penguin

## Statistiques

### Nominations multiples
5 : Helen Mirren
4 : Stockard Channing, Susan Sarandon
3 : Kathy Bates, Glenn Close, Sally Field, Nicole Kidman, Vanessa Redgrave, Cicely Tyson, Sigourney Weaver, Alfre Woodard
2 : Anne Bancroft, Angela Bassett, Ellen Burstyn,  Judy Davis, Laura Dern, Anjelica Huston, Jessica Lange, Queen Latifah, Sissy Spacek, Emma Thompson, Joanne Woodward

### Récompenses multiples
2 : Queen Latifah, Helen Mirren, Kate Winslet, Alfre Woodard